# Hebridean Air Services
Hebridean Air Services ist eine schottische Fluggesellschaft mit Sitz am Flughafen Inverness in der Council Area Highland.

## Geschichte
Das 1995 gegründete Unternehmen bot zunächst verschiedene Arten von privaten Luftverkehrsdienstleistungen mit Leichtflugzeugen an, darunter Charter- und Rettungsflüge. Nach der Insolvenz von Highland Airways im Frühjahr 2010 übernahm Hebridean deren Linienflüge in der Council Area Argyll and Bute und erweiterte das Angebot.
Im Sommer 2016 wurde Hebridean von der am Flughafen Inverness ansässigen Airtask Group übernommen und firmiert seither als deren Tochterfirma.

## Flugziele
Mit Stand Mitte 2020 bietet Hebridean Air Services folgende Flugziele an:
- Coll – Coll Airport
- Colonsay – Colonsay Airport
- Islay – Islay Airport
- Oban – Flughafen Oban(Basis)
- Tiree – Tiree Airport

Die primäre Basis der Fluggesellschaft ist der Flughafen Oban, von wo aus Linienflüge betrieben werden. Es werden auch Charterdienste für über 40 Flughäfen und Flugplätze in Schottland angeboten.

## Flotte

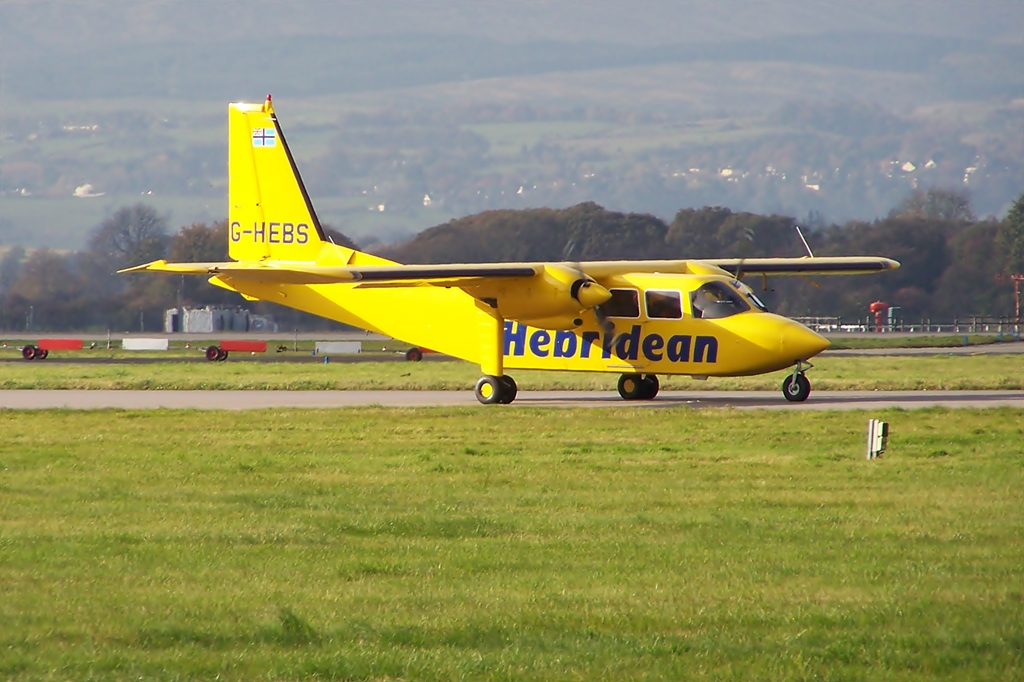
Eine Britten-Norman BN-2 Islander der Hebridean Air Services in Glasgow (2010)

Mit Stand August 2022 besteht die Flotte der Hebridean Air Services einem Flugzeug:
| Flugzeugtyp                  | Anzahl | Luftfahrzeugkennzeichen | Anmerkungen                | Sitzplätze | AOC- Inhaber | Registrierter Besitzer |
| ---------------------------- | ------ | ----------------------- | -------------------------- | ---------- | ------------ | ---------------------- |
| Britten-Norman BN-2 Islander | 1      | G-HEBS                  | betrieben von Directflight | 9          | Directflight | X                      |
| Gesamt                       | 1      |                         |                            |            |              |                        |